# Uria
Uria es un género de aves caradriformes de la familia Alcidae conocidos vulgarmente como araos.

## Especies
El género Uria incluye dos especies y diversas subespecies:
- Uria aalge (Pontoppidan, 1763)
  - Uria aalge aalge (Pontoppidan, 1763)
  - Uria aalge albionis Witherby 1923 
  - Uria aalge californica (Bryant, H., 1861)
  - Uria aalge hyperborea Salomonsen, 1932
  - Uria aalge inornata Salomonsen, 1932
- Uria lomvia
  - Uria lomvia arra (Pallas, 1811)
  - Uria lomvia eleonorae Portenko 1937
  - Uria lomvia heckeri Portenko 1944
  - Uria lomvia lomvia (Linnaeus, 1758)